# 9 juin 1951
Le samedi 9 juin 1951 est le 160e jour de l'année 1951.

## Naissances
- Boije Ovebrink, pilote de course suédois
- Brian Taylor, joueur de basket-ball américain
- Dan Labraaten, joueur de hockey sur glace suédois
- Dave Parker, joueur de base-ball américain
- Florence Kuntz, personnalité politique française
- Françoise Nyssen, éditrice et femme politique française
- George C. Baker, musicien américain
- Ismail Abilov, lutteur bulgare spécialiste de la lutte libre
- James Newton Howard, compositeur américain
- Jean-Claude Viollet, personnalité politique française
- Jean-Frantz Taittinger, personnalité politique française
- Lorraine Daston, historienne des sciences américaine
- Lorris Murail, écrivain français
- Marc Hillman, compositeur
- Michael Patrick Cronan (mort le 1er janvier 2013 (à 61 ans)), graphiste américain
- Philippe Lopes-Curval, scénariste français
- Pierre Obambi, personnalité politique congolaise
- Roger Wielgus, réalisateur français

## Décès
- Haakon Wallem (né le 11 août 1870), armateur et philanthrope norvégien
- Xenia Derjinskaïa (née le 6 février 1889), artiste lyrique soviétique